# Totò et Peppino séparés à Berlin
Pour plus de détails, voir Fiche technique et Distribution.
Totò et Peppino séparés à Berlin (Totò e Peppino divisi a Berlino) est une comédie d'espionnage italienne réalisé par Giorgio Bianchi et sorti en 1962.

## Synopsis
Antonio quitte l'Italie pour Berlin afin de rejoindre Peppino, qui exerce le misérable métier de magliaro. Comme il est très pauvre, Antonio conclut un pacte avec la fille de l'ancien amiral nazi Attila Canarinis, qui est son double parfait, afin qu'à Berlin-Ouest il soit jugé par les Américains pour crimes de guerre. Antonio s'échappe de prison, mais ses ennuis ne sont pas terminés, car à Berlin-Est, il est pris par les Russes pour un agent secret, en raison d'une mauvaise interprétation du livre napolitain La Smorfia.

## Fiche technique
- Titre français : Totò et Peppino séparés à Berlin[1]
- Titre original italien : Totò e Peppino divisi a Berlino[2],[3],[4]
- Réalisation : Giorgio Bianchi
- Scénario :	Luigi Angelo, Luciano Ferri, Age-Scarpelli, Sandro Continenza, Dino De Palma
- Photographie :	Tino Santoni (it)
- Montage : Daniele Alabiso (it)
- Musique : Armando Trovajoli
- Décors : Giorgio Giovannini (it)
- Costumes : Giuliano Papi
- Production : Mario Mariani
- Société de production : Cinex
- Pays de production :  Italie
- Langue originale : italien
- Format : Noir et blanc - 1,85:1 - Son mono - 35 mm
- Durée : 95 minutes
- Genre : Comédie d'espionnage
- Dates de sortie :
  - Italie : 8 septembre 1962
  - France : 5 mai 1965

## Distribution
- Totò : Antonio La Puzza / Tante Nun / Amiral Attila Canarinis
- Peppino De Filippo : Peppino Pagliuca
- Nadine Sanders : Greta Canarinis
- John Karlsen : L'ancien assistant de Canarinis
- Luigi Pavese : Colonel russe Chapov
- Robert Alda : juge
- Dante Maggio : le compagnon de Pagliuca
- Carlo Pisacane : le compagnon de Pagliuca
- Renato Terra : avocat soviétique
- Gregorio Wu : espion chinois
- Peter Dane : Commandant Finlay
- Michele Tivot : Hans Kruger
- Renata Monteduro : serveuse